# Sergije Glumac
Sergije Glumac (Užgorod, Ukrajina, 12. siječnja 1903. – Zagreb, 23. prosinca 1964.), hrvatski likovni umjetnik, grafičar, pionir grafičkog dizajna i scenograf.

## Životopis
Obitelj njegova oca Miloša, inženjera i k. u. k. časnika, potječe iz Bilica (današnji Primišalj) nedaleko od Šibenika. Zbog očeva zvanja obitelj se često selila, tako da se mladi Sergej školovao u; Beču (osnovna škola, niži razredi gimnazije), Braunau (k. u. k. Mornarička akademija), Beogradu (realna gimnazija). Obitelj se skrasila 1921. u Zagrebu, gdje Sergije završava posljednja dva razreda gimnazije, i 1922. maturira. Iz toga vremena u ostavštini su ostala dva dadaistička rada, sada u privatnom vlasništvu. 1923. odlazi u Berlin gdje upisuje arhitekturu (Charlottenburg) ali to ubrzo napušta, potkraj godine odlazi u Beograd, gdje upisuje studij slikarstva na tamošnjoj Likovnoj akademiji. Od 1923. do 1926. bavi se avangardnim teatrom, izrađuje skice za scenografiju i kostime (objavljeno u knjizi Avangardni teatar Sergija Glumca, Ex libris, Zagreb, 2003.) 1924. upisuje se na Višu školu za umjetnost i obrt u Zagrebu (kasnija Akadamija likovnih umjetnosti). 1925. odlazi u Pariz na specijalku kod André Lhotea. 1926. vraća se u Zagreb, gdje nastavlja studij umjetnosti, crtanja i grafičkih tehnika na Likovnoj akademiji, 
koju 1927. završava. Zatim ponovno, odlazi u Pariz, gdje slobodno djeluje i pohađa predavanja iz povijesti umjetnosti na Sorbonni.
Od 1930. počinje raditi kao honorarni scenograf u Hrvatskom narodnom kazalištu u Zagrebu, prvi je u nas uporabio rotirajuću scenu za Shakespearovu predstavu Julije Cezar.
1928-1929. intenzivno radi u grafičko-dizajnerskom studiju ImagoV (točni naziv studija bio je, Zavod za proučavanje i produkciju reklame ImagoV), gdje ostvaruje svoje prve važnije dizajnerske radove - poznati su njegovi plakati za Zagrebački Zbor (kasniji Zagrebački velesajam). 
Nakon rata, od 1950. počinje njegovo iznimno plodno razdoblje u dizajniranju brojnih propagandnih plakata;  ciklus plakata za Zagrebački velesajam, OZEH-u Zagreb ). U tom razdoblju vodi grafički studio u sklopu tadašnjeg ULUPUH-a(Starčevićev trg, Zagreb).

## Izložbena aktivnost
- International Theatre Exposition, New York (1926.)
- La troisieme Exposition de la Gravure sur Bois Originale, Pariz (1928)
- Svjetska izložba grafike u Barceloni(1929.)
- Samostalna izložba u galeriji Urlich, Zagreb (1931.)
- Druga samostalna izložba u Kabinetu grafike HAZU, Zagreb (1958.)
- Central European Avant-garde Drawing and Graphic Art 1907-1938, Gyor (2001.)
- Prodori avangarde u hrvatskoj umjetnosti prve polovice 20. stoljeća, Zagreb (2007.)
- Avangardne tendencije u Hrvatskoj, Zagreb (2007.)

## Grafičke mape
- mapa linoreza (drvoreza) LeMétro (1928.)
- ciklus litografija Pariz (1929.)
- mapa Baton, s motivima izgradnje tržnice Dolac u Zagrebu, 9 linoreza (1930.)
- mapa Dubrovnik, 12 litografija (1941.)
- mapa Rade Končar, 10 bakropisa (1956.)

## Vanjske poveznice
- Arhivirana inačica izvorne stranice od 11. lipnja 2007. (Wayback Machine)
- Sergije Glumac Hrvatska tehnička enciklopedija, portal hrvatske tehničke baštine. LZMK